# Jardiner verd
El jardiner verd (Ailuroedus crassirostris) és una espècie d'ocell de la família dels ptilonorínquids (Ptilonorhynchidae) que habita la selva humida del sud-est de Queensland i est de Nova Gal·les del Sud.